# Чжан Цзэсэнь
Чжан Цзэсэнь (??, пиньинь Zhāng Zésēn; 19 декабря 1996, Харбин, Китай) — китайский профессиональный хоккеист. Играет на позиции нападающего в Континентальной хоккейной лиге за команду «Куньлунь Ред Стар». Игрок сборной Китая по хоккею, участник Олимпийских игр 2022 года. По игровому стилю считается тафгаем, несмотря на небольшие габариты.

## Биография
В 2011 году дебютировал в Китайской хоккейной лиге за команду «Пекин». Провёл три сезона за столичную команду, в сезоне 2014/15 выступал за другую команду лиги, «Чэндэ». В 2017 году присоединился к новосозданной китайской команде «Куньлунь Ред Стар Хэйлунцзян» из Харбина, заявленной для участия в Высшей хоккейной лиге России.
В сезоне 2017/18 в ВХЛ провёл 40 встреч, забросил 1 шайбу и 1 голевую передачу. В сезоне 2018/19 выступал за пекинскую команду ОРДЖИ и забросил 8 шайб и 6 раз ассистировал партнёрам при взятии ворот в 55 матчах, а в сезоне 2019/20 за пекинский КРС-БСУ, где в 44 матчах забросил 1 шайбу и отдал 5 голевых передач.
В сезоне 2020/21 не выступал на профессиональном уровне, а летом 2021 года подписал контракт с «Куньлунем». Дебютировал в Континентальной хоккейной лиге 4 сентября в матче против казанского «Ак Барса». В сезоне 2021/22 всего провёл 19 встреч, очков за результативность не набрал. В межсезонье контракт с игроком был продлён сроком на один год.
Выступал за юниорскую и молодёжную сборные команды Китая на первенствах планеты. В 2015 году выступал на Зимней универсиаде. В 2015 году дебютировал за основную национальную команду во втором дивизионе чемпионата мира. В 2022 году был включён в окончательную заявку сборной Китая для участия в домашних Олимпийских играх. За команду провёл 4 встречи, очков за результативность не набрал, однако запомнился тем, что играл роль силового форварда.